# Olivier Delavault
Olivier Delavault est un auteur, directeur de collection, éditeur et musicien français.

## Biographie
Né en 1951, passionné par les Indiens d'Amérique depuis son enfance après la lecture de La Flèche brisée d’Elliott Arnold (en) en 1964, il travaille en 1967 à la librairie Joseph Gibertpuis entre le 1er juillet 1969 à la télévision, à l’époque Office de radiodiffusion-télévision française (ORTF), où il est technicien film.
Il entreprend des études de Lettres. Il obtient à Jussieu Paris VII la licence puis la maîtrise entre 1980 et 1984. Il commence une carrière d'auteur puis de libraire en avril 1988. La librairie est consacrée à l’Amérique indienne.
Il devient éditeur en 1990, et développe plusieurs collections. Il publie notamment le roman La Maison de l'aube (House Made of Dawn) de l’écrivain kiowa N. Scott Momaday,,.
Ses auteurs de fiction indiens sont souvent invités au Festival Étonnants Voyageurs de Saint-Malo et dans d’autres lieux. En 2001, la collection « Nuage Rouge » a dix ans. 
En 1993, sa librairie déménage rue du Bourg Tibourg dans le 4e arrondissement. Il crée la maison d'édition "O.D. Édition - Indiens de Tous Pays" en 2009.

## Ouvrages
- Delavault, Olivier., Geronimo, Paris, Gallimard, 2007, 445 p. (ISBN 978-2-07-030752-4 et 2-07-030752-2, OCLC 261200464, lire en ligne)
- Delavault, Olivier., Dictionnaire des chansons de Claude François, Durante, 2003 (ISBN 2-912400-49-X et 978-2-912400-49-9, OCLC 52106224, lire en ligne)
- Delavault, Olivier., Dictionnaire des chansons de Claude François, Guy Trédaniel éditeur, 19 octobre 2012, 356 p. (ISBN 978-2-84933-269-6)
- Delavault, Olivier., Le dictionnaire des chansons de Claude François, Paris, Guy Trédaniel, 2013, 489 p. (ISBN 978-2-8132-0587-2 et 2-8132-0587-7, OCLC 852932630, lire en ligne)
- Delavault, Olivier., Mots de Brel : le dégoût essentiel, Paris, Éd. SW Télémaque, 219 p. (ISBN 978-2-7533-0200-6 et 2-7533-0200-6, OCLC 860689145, lire en ligne)
- Delavault, Olivier., Claude François : l'intégrale de ses adaptations, Paris, Guy Trédaniel éditeur, 165 p. (ISBN 978-2-8132-1656-4 et 2-8132-1656-9, OCLC 1041647207, lire en ligne)
- Floriant, Guy. et Delavault, Olivier., Jacques Brel : l'inaccessible étoile, Monaco/Paris, Rocher, 1998, 243 p. (ISBN 2-268-03012-1 et 978-2-268-03012-8, OCLC 41523297, lire en ligne)
- Hehaka Sapa, 1863-1950., Sabathé, Philippe., Le Clézio, Jean-Marie Gustave. et Delavault, Olivier., Le Sixième Grand-Père : Black Elk et la Grande Vision, Monaco/Paris, Rocher, 1999, 570 p. (ISBN 2-268-03592-1 et 978-2-268-03592-5, OCLC 406960353, lire en ligne)
- Hyde, George E., Dubois, Daniel. et Delavault, Olivier. (trad. de l'anglais), Histoire des Sioux : Le peuple de Red Cloud, Monaco/Paris, Editions du Rocher, 1996, 477 p. (ISBN 2-268-02410-5 et 978-2-268-02410-3, OCLC 38197218, lire en ligne)
- Bidaud, Anne-Marie., Delanoë, Nelcya., Delavault, Olivier. et Abbaye de Daoulas., Indiens des plaines : les peuples du bison., Paris, Hoëbeke, 2000, 190 p. (ISBN 2-84230-108-0 et 978-2-84230-108-8, OCLC 45500297, lire en ligne)
- Floriant, Guy. (Dossier en fin d'ouvrage par Olivier Delavault), Claude François : l'enfer du décor, Monaco/Paris, Éd. du Rocher, 1998, 227 p. (ISBN 2-268-02916-6 et 978-2-268-02916-0, OCLC 466986278, lire en ligne)